# Breach - L'infiltrato
Breach - L'infiltrato (Breach) è un film del 2007 diretto da Billy Ray ed interpretato da Chris Cooper e Ryan Phillippe.
Il film si basa sulla vera storia dell'ex-agente FBI Robert Hanssen, morto all'ergastolo per aver violato la sicurezza degli Stati Uniti d'America.

## Trama
Il giovane agente Eric O'Neill viene scelto da Kate Burroughs per entrar a far parte della divisione sicurezza interna dell'FBI: il suo compito sarà quello di investigare sulla seconda identità dell'agente Robert Hanssen, un veterano arrivato ormai a fine carriera ma ancora potenzialmente pericoloso in quanto sospettato di aver rivelato informazioni top secret a persone non autorizzate. O'Neill, ambizioso e determinato, viene fatto passare come segretario dell'agente Hanssen, che lo guarda con diffidenza e sufficienza.
Pian piano tuttavia il giovane si guadagna la fiducia della spia, vivendo una doppia vita e sempre sul punto di essere scoperto. Quando Hanssen si reca a fare un'ultima consegna, l'FBI lo arresta e il giovane viene promosso agente, ma rifiuta.

## Distribuzione
La pellicola è uscita negli USA il 16 febbraio 2007, mentre in Italia è arrivata nelle sale il 18 maggio dello stesso anno.